# Anders Christian Andersen
Anders Christian Andersen, född 24 augusti 1874, död 21 juli 1928, var en dansk författare.

## Författarskap
Andersen har skrivit ett flertal allmogeskildringar, ofta med utpräglat social tendens, Husmandens Datter (1906), Stavnsbunden Ungdom (1907), Stanvsbundne Mænd (1908), Slægten Hovgaard (1915), Kærlighedens Vækst (1922).